# Whim (Guyana)
Pour les articles homonymes, voir Whim.
 (mars 2025).
Si vous disposez d'ouvrages ou d'articles de référence ou si vous connaissez des sites web de qualité traitant du thème abordé ici, merci de compléter l'article en donnant les références utiles à sa vérifiabilité et en les liant à la section « Notes et références ».
Whim est un village du Guyana, situé dans la région du Berbice oriental-Courantyne.

## Personnalités
- Moses Nagamootoo, premier ministre du Guyana, est né dans ce village.